# St. Rupertus und St. Hildegard (Bingerbrück)

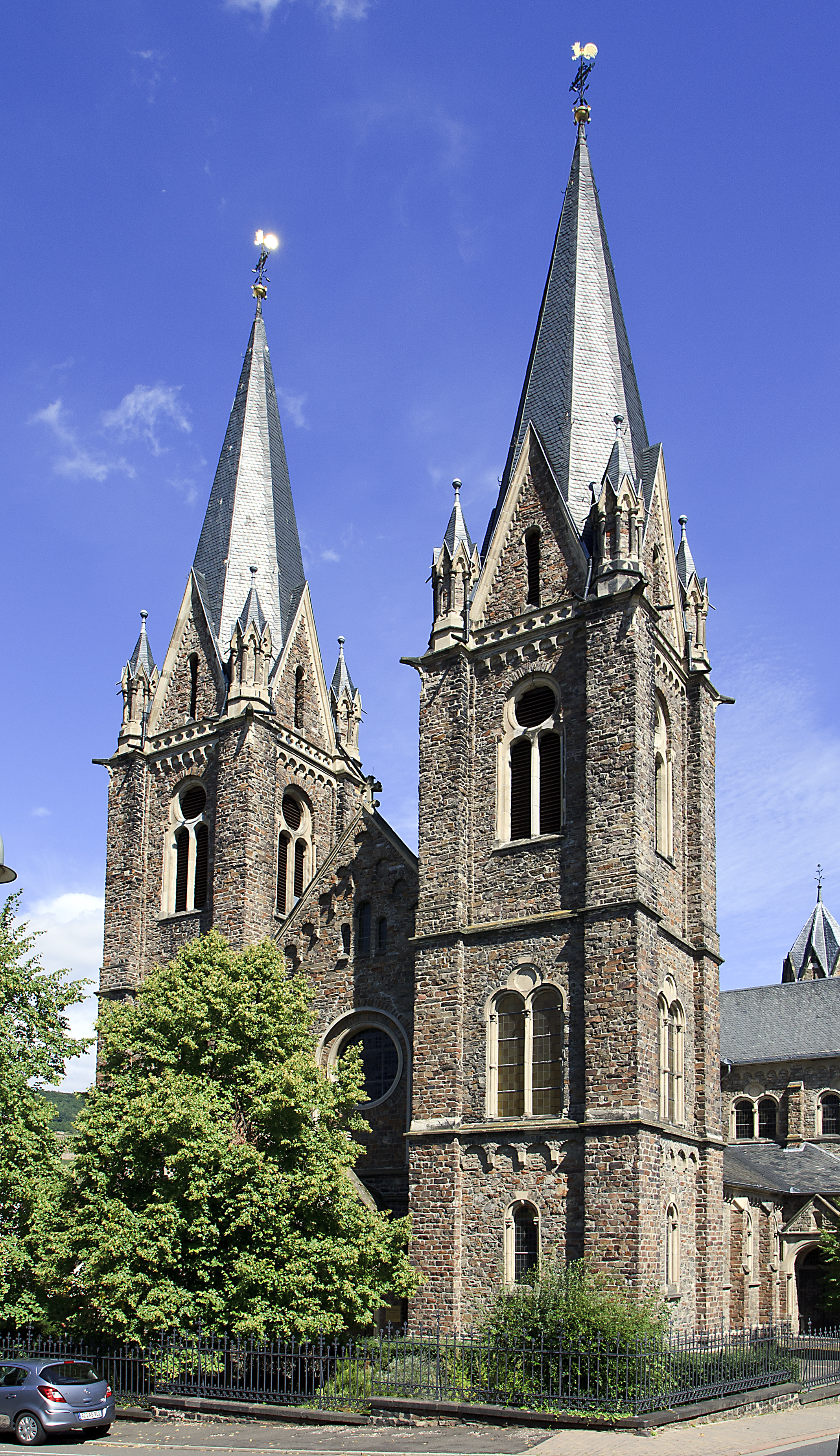
Außenansicht der kath. Pfarrkirche St. Rupertus und St. Hildegard in Bingerbrück von Süden

Die römisch-katholische Pfarrkirche St. Rupertus und St. Hildegard (auch Hildegard-Gedächtniskirche genannt) ist ein denkmalgeschütztes, im Stil der Neuromanik errichtetes Kirchengebäude in Bingerbrück, einem Stadtteil von Bingen am Rhein in Rheinland-Pfalz. Die Kirchengemeinde gehört zum Pastoralen Raum Bad Kreuznach im Bistum Trier.

## Geschichte
Die Pfarrkirche St. Rupertus und St. Hildegard in Bingerbrück wurde von 1890 bis 1892 nach Plänen der Kölner Architekten Carl Rüdell und Richard Odenthal im Stil der Neuromanik erbaut, angelehnt an die ehemalige Kirche des Klosters Rupertsberg. Am 7. August 1892 wurde das Gotteshaus geweiht und dem Patronat der Heiligen Rupert von Bingen und Hildegard von Bingen anvertraut.
1944 wurde die katholische Pfarrkirche durch Kriegshandlungen schwer beschädigt. 1950 begann der Wiederaufbau.

## Baubeschreibung
St. Rupertus und St. Hildegard liegt an der Koblenzer Straße auf dem Rupertsberg, nur wenige Meter von der evangelischen Gustav-Adolf-Jubiläumskirche entfernt. Die neuromanische, aus Bruchstein errichtete Basilika gliedert sich in ein von Südwesten nach Nordosten ausgerichtetes dreischiffiges Langhaus sowie ein von Südosten nach Nordwesten ausgerichtetes Querschiff. Der Chor wird von zwei oktogonalen Türmen flankiert und liegt im Nordosten, zwei mächtigere Glockentürme mit oktogonalen Spitzhelmen stehen im Südwesten und bilden zusammen die markante Doppelturmfassade der Kirche.

## Ausstattung

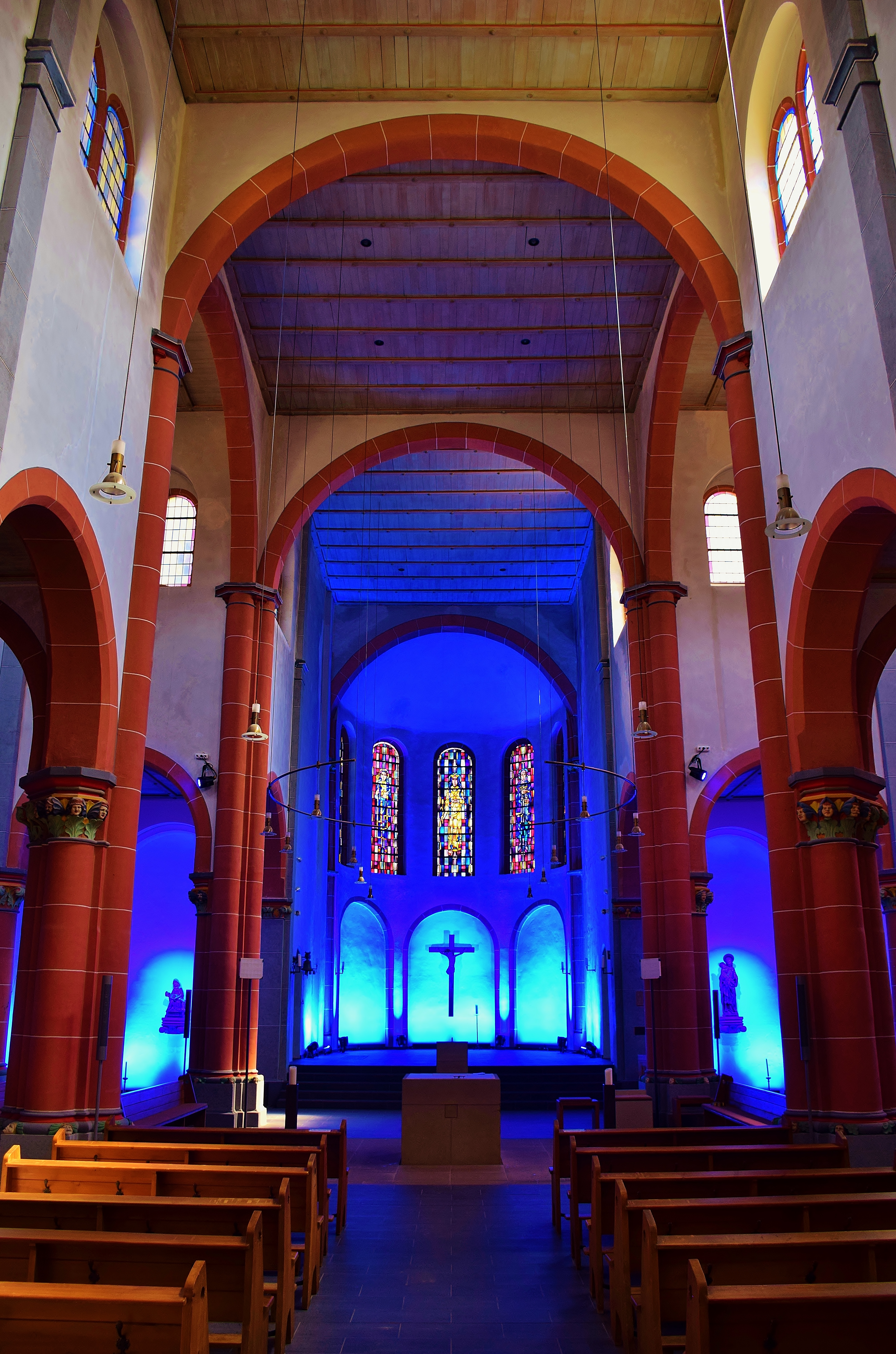
Innenansicht der Kirche, Blick auf den Chorraum

Vor dem Eingangsportal von St. Rupertus und St. Hildegard steht eine Statue der heiligen Hildegard von Bingen, die vom Künstler Karlheinz Oswald gestaltet wurde.
Der Innenraum der Kirche ist schlicht gestaltet und wird seit dem Wiederaufbau 1950 von einer Flachdecke überfangen, ursprünglich war die Decke eingewölbt. Auch die heutige, an mittelalterliche Kirchen angelehnte Farbfassung entspricht nicht der ursprünglichen Gestaltung.
Die Kirchenfenster wurden von Rudolf Schillings gestaltet und beim Wiederaufbau 1950 eingesetzt. Die acht Fenster der Seitenschiffe zeigen acht verschiedene Heilige sowie jeweils eine Seligpreisung aus der Bergpredigt. Motive aus dem Leben der heiligen Hildegard von Bingen zieren die fünf Fenster des Querschiffes. Die Fenster im Chorraum stellen Jesus Christus und die beiden Kirchenpatrone Rupertus und Hildegard dar. Ihre Reliquien beherbergt ein Schrein in einer kleinen Seitenkapelle.

## Glocken
Das heutige Geläut der Kirche setzt sich aus fünf Glocken zusammen, die 1961 von der Glockengießerei Petit & Gebr. Edelbrock im westfälischen Gescher hergestellt wurden. Beim Läuten aller Glocken erklingt der Fünfklang h0 – e1 – fis1 – g1 – a1.